# Liste von Erhebungen in Berlin

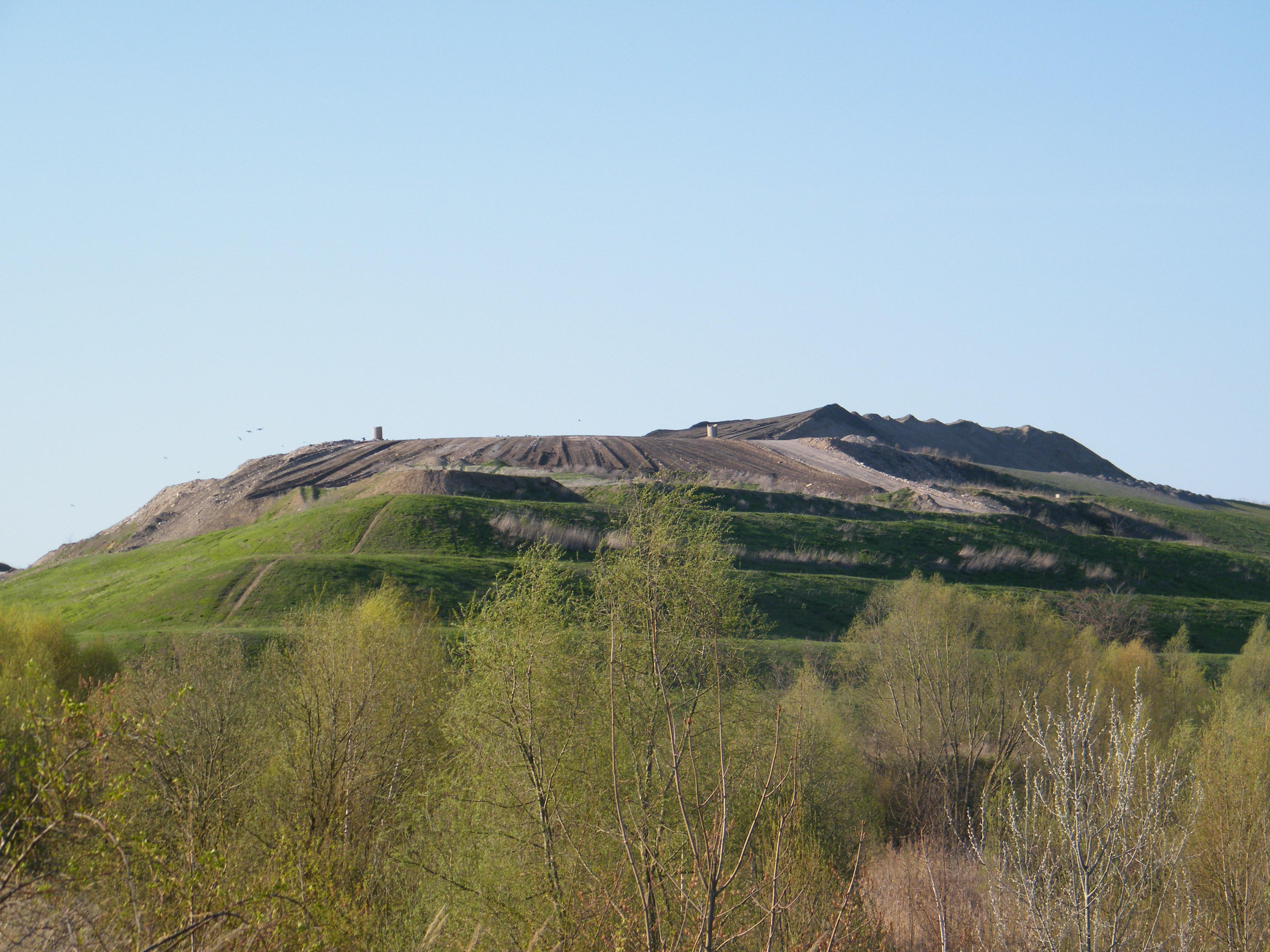
Arkenberge

Die Liste von Erhebungen in Berlin zeigt eine Auswahl von natürlichen Erhebungen und künstlichen Aufschüttungen (wie Trümmerberge) im deutschen Land Berlin − nach Höhe in Metern über Normalhöhennull geordnet.
Die nachfolgende Tabelle enthält die Erhebungen und einige Informationen zu ihnen.
Im Einzelnen sind dies:
- Name (mit Geo-Koordinaten): Bezeichnung der Erhebung; umgangssprachliche Bezeichnungen sind in der Tabelle kursiv vermerkt.
- Höhe in Metern über Normalhöhennull (wenn nicht anders angegeben laut, laut im Spaltenkopf genannten Einzelnachweis)[1]
- Bezirk, in dem die Erhebung liegt
- Ortsteil, in dem die Erhebung liegt
- Lage: weitere Angaben zur Lage der Erhebung
- Ursprung/Bemerkungen: Angaben zur Entstehung der Erhebung und weitere Informationen.

Die in der Ausgangsansicht nach Höhe sortierte Tabelle ist durch Klick auf die Symbole bei den Spaltenüberschriften sortierbar. Die Sortierung in der Spalte Ursprung/Bemerkungen erlaubt die Trennung nach natürlichen und künstlichen Erhebungen.
| Name (Geo-Koordinaten)                                                         | Höhe (m) | Bezirk                     | Ortsteil                                | Lage                                                                                  | Ursprung/Bemerkungen |
| ------------------------------------------------------------------------------ | -------- | -------------------------- | --------------------------------------- | ------------------------------------------------------------------------------------- | --- |
| Arkenberge (Deponieberg) (⊙)                                                   | 120,7    | Pankow                     | Blankenfelde                            | südöstlich der Gartensiedlung Arkenberge                                              | künstlich, Deponie-/Schuttberg |
| Teufelsberg (⊙)                                                                | 120,1    | Charlottenburg-Wilmersdorf | Grunewald                               | südlich der Heerstraße in der Nähe des Teufelssees                                    | künstlich, Trümmerberg galt bis zu seiner Neuvermessung 2013 als 114,7 m hoch |
| Großer Müggelberg (⊙)                                                          | 114,7    | Treptow-Köpenick           | Köpenick                                | zwischen Großem Müggelsee und Langem See                                              | natürlich |
| Ahrensfelder Berge (⊙)                                                         | 114,5    | Marzahn-Hellersdorf        | Marzahn                                 | Grünzug Wuhletal                                                                      | künstlich, Schuttberg |
| Schäferberg (⊙)                                                                | 103,2    | Steglitz-Zehlendorf        | Wannsee                                 | zwischen der Pfaueninsel und dem Griebnitzsee                                         | natürlich |
| Kienberg (Hellersdorfer Berg) (⊙)                                              | 102,2    | Marzahn-Hellersdorf        | Marzahn                                 | Grünzug Wuhletal                                                                      | künstlich |
| Drachenberg (⊙)                                                                | 099      | Charlottenburg-Wilmersdorf | Grunewald                               | zwischen der Heerstraße und dem Teufelsberg                                           | künstlich, Trümmerberg |
| Havelberg (Panzerberg) (⊙)                                                     | 096,9    | Charlottenburg-Wilmersdorf | Grunewald                               | östlich der Havelchaussee, etwa in Höhe der Insel Lindwerder                          | natürlich |
| Stolper Berge (⊙)                                                              | 096,6    | Steglitz-Zehlendorf        | Wannsee                                 |                                                                                       | natürlich |
| Deponie Wannsee (⊙)                                                            | 094,8    | Steglitz-Zehlendorf        | Wannsee                                 |                                                                                       | künstlich, Müllberg (Mülldeponie Wannsee) |
| Eichberg (⊙)                                                                   | 092      | Treptow-Köpenick           | Rahnsdorf                               | im Wilhelmshagen-Woltersdorfer Dünenzug, beim benachbarten Woltersdorf                | künstlich, Bauschutthalde, Bis ins 20. Jahrhundert war das Areal Teil eines bis zu 71 Metern hohen Höhenzuges, bis ein Großteil der Berge beseitigt wurde, um Kies und Sand zu gewinnen. |
| Oderbruchkippe (Pappelplateau) (⊙)                                             | 090,9    | Pankow                     | Prenzlauer Berg                         | Volkspark Prenzlauer Berg                                                             | künstlich, Trümmerberg |
| Hohes Plateau (⊙)                                                              | 089      | Pankow                     | Prenzlauer Berg                         | Volkspark Prenzlauer Berg                                                             | künstlich, Trümmerberg |
| Kleiner Müggelberg (⊙)                                                         | 088,3    | Treptow-Köpenick           | Köpenick                                | zwischen dem Großen Müggelsee und dem Langen See                                      | natürlich, Standort des Müggelturms |
| (neuer) Hahneberg (⊙)                                                          | 087,6    | Spandau                    | Staaken                                 | südlich der Heerstraße                                                                | künstlich, Schuttberg; Bruno-H.-Bürgel-Sternwarte |
| Dörferblick (⊙)                                                                | 085,6    | Neukölln                   | Rudow                                   | zwischen Rudow und den Brandenburger Dörfern Schönefeld, Waßmannsdorf und Großziethen | künstlich, Trümmerberg, dann Mülldeponie |
| Lübarser Höhe (⊙)                                                              | 085,3    | Reinickendorf              | Lübars                                  | Freizeitpark Lübars                                                                   | künstlich, Müllberg |
| Humboldthöhe (⊙)                                                               | 084,5    | Mitte                      | Gesundbrunnen                           | im Norden des Humboldthains                                                           | künstlich, Trümmerberg |
| Stener Berg (⊙)                                                                | 083,2    | Pankow                     | Buch                                    |                                                                                       | natürlich |
| Karlsberg (Willi) (⊙)                                                          | 082,5    | Charlottenburg-Wilmersdorf | Grunewald                               | an der Havelchaussee                                                                  | natürlich; mit Grunewaldturm (AT; ca. 180 m westlich des Gipfels auf 78,5 m Höhe) |
| Biesdorfer Höhe (⊙)                                                            | 082,1    | Marzahn-Hellersdorf        | Biesdorf                                | Grünzug Wuhletal                                                                      | künstlich, Trümmer-, Müll- und Schuttberg |
| Finkenberg (⊙)                                                                 | 081,0    | Steglitz-Zehlendorf        | Wannsee                                 |                                                                                       | natürlich |
| Großer Bunkerberg (Mont Klamott Ost) (⊙)                                       | 078,2    | Friedrichshain-Kreuzberg   | Friedrichshain                          | Park Friedrichshain                                                                   | künstlich, Trümmerberg |
| Insulaner (Mont Klamott West) (⊙)                                              | 078      | Tempelhof-Schöneberg       | Schöneberg                              | zwischen dem Grazer Damm und der Trasse der Dresdener Bahn                            | künstlich, Trümmerberg; mit Wilhelm-Foerster-Sternwarte |
| Alpengipfel (⊙)                                                                | 076,7    | Tempelhof-Schöneberg       | Freizeitpark Marienfelde in Marienfelde |                                                                                       | künstlich, Müllberg |
| Hirschberg (⊙)                                                                 | 075      | Steglitz-Zehlendorf        | Wannsee                                 |                                                                                       | künstlich, Müllberg (Teil der Mülldeponie Wannsee) |
| Helleberge (⊙)                                                                 | 074,6    | Spandau                    | Gatow                                   |                                                                                       | natürlich |
| Marienhöhe (⊙)                                                                 | 073,0    | Tempelhof-Schöneberg       | Tempelhof                               | zwischen der Siedlung Lindenhof und dem Teltowkanal                                   | künstlich, Trümmeraufschüttung auf dem Areal einer weitgehend abgebaggerten natürlichen Erhebung (früher 62 m hoch)                                                                      |
| Berg Hohengatow (⊙)                                                            | 071      | Spandau                    | Gatow                                   |                                                                                       | |
| Rudower Höhe (⊙)                                                               | 070,4    | Neukölln                   | Rudow                                   | zwischen Rudow und Altglienicke                                                       | künstlich, Trümmerberg |
| Kanonenberge (⊙)                                                               | 070      | Treptow-Köpenick           | Köpenick                                | zwischen dem Großen Müggelsee und dem Langen See                                      | |
| Ehrenpfortenberg (⊙)                                                           | 069,0    | Reinickendorf              | Reinickendorf                           | Forst Tegel                                                                           | natürlich |
| Püttberge (⊙)                                                                  | 068,2    | Treptow-Köpenick           | Rahnsdorf                               | im Wilhelmshagen-Woltersdorfer Dünenzug, zwischen Rahnsdorf und Wilhelmshagen         | natürlich |
| Fichtenberg (⊙)                                                                | 068      | Steglitz-Zehlendorf        | Steglitz                                | zwischen der Schloßstraße und dem Botanischen Garten                                  | natürlich |
| Gustav-Meyer-Höhe                                                              | 068      | Mitte                      | Gesundbrunnen                           | im Süden des Humboldthains                                                            | künstlich, Trümmerberg |
| Kleiner Bunkerberg (⊙)                                                         | 068      | Friedrichshain-Kreuzberg   | Friedrichshain                          | Park Friedrichshain                                                                   | künstlich, Trümmerberg |
| Rixdorfer Höhe (⊙)                                                             | 067,9    | Neukölln                   | Neukölln                                | Volkspark Hasenheide                                                                  | künstlich, Trümmerberg |
| (alter) Hahneberg; → (neuer) Hahneberg (⊙)                                     | 067      | Spandau                    | Staaken                                 | südlich der Heerstraße                                                                | natürlich; Fort Hahneberg |
| Trümmerberg Friedrichsfelde (⊙)                                                | 067,0    | Lichtenberg                | Friedrichsfelde                         | im Nordosten des Tierparks Berlin                                                     | künstlich, Trümmerberg |
| Tannenberge (⊙)                                                                | 066,5    | Steglitz-Zehlendorf        | Wannsee                                 | südlich vom Golfplatz                                                                 | |
| Böttcherberg (⊙)                                                               | 066,4    | Steglitz-Zehlendorf        | Wannsee                                 | Park Klein Glienicke                                                                  | natürlich |
| Kreuzberg (⊙)                                                                  | 066,1    | Friedrichshain-Kreuzberg   | Kreuzberg                               | Viktoriapark in Kreuzberg 61                                                          | natürlich, ehemaliger Weinberg; mit Nationaldenkmal für die Befreiungskriege |
| Apolloberg (⊙)                                                                 | 065,2    | Reinickendorf              | Reinickendorf                           | Forst Tegel                                                                           | natürlich |
| Anhöhe in den Arkenbergen (⊙)                                                  | 064,8    | Pankow                     | Blankenfelde                            | nördlich der Gartensiedlung Arkenberge                                                | natürlich, teilweise abgebaggert |
| Schlehenberg (Trümmerberg Marienfelde) (⊙)                                     | 064      | Tempelhof-Schöneberg       | Marienfelde                             |                                                                                       | künstlich, Trümmerberg, nördlicher Teil ehemaliger Standort der Radaranlage Marienfelde                                                                                                  |
| Seddinberg (⊙)                                                                 | 063      | Treptow-Köpenick           | Müggelheim                              |                                                                                       | natürlich |
| Teichberg (bis 1871 Deichberg) (⊙)                                             | 062,8    | Pankow                     | Karow                                   | Hohes Feld                                                                            | natürlich |
| Anhöhe am Wasserturmplatz Prenzlauer Berg (beim ehemaligen Windmühlenberg) (⊙) | 062,3    | Pankow                     | Prenzlauer Berg                         | hinter dem Wasserturm (zwischen Diedenhofer, Belforter und Kolmarer Straße)           | künstlich aufgeschüttetes ehemaliges Wasserreservoir auf 54 m hohem natürlichem Höhenzug                                                                                                 |
| Murellenberg (⊙)                                                               | 062,0    | Charlottenburg-Wilmersdorf | Westend                                 | Ortslage Ruhleben                                                                     | natürlich; mit Berliner Waldbühne beim Osthang |
| Trümmerberg Lichterfelde (⊙)                                                   | 062      | Steglitz-Zehlendorf        | Lichterfelde                            | Jenbacher Weg östlich der Osdorfer Straße                                             | künstlich, Trümmerberg |
| Dachsberg (⊙)                                                                  | 061,3    | Charlottenburg-Wilmersdorf | Grunewald                               |                                                                                       | natürlich |
| Mühlberg (⊙)                                                                   | 60       | Pankow                     | Blankenfelde                            | südwestlich des Schwarzwassersees                                                     | |
| Herzberg (⊙)                                                                   | 060      | Lichtenberg                | Lichtenberg                             | beim Großen Herzbergteich am Gelände des Krankenhauses Herzberge                      | natürlich |
| Fuchsberge (⊙)                                                                 | 060      | Spandau                    | Kladow                                  | westlich des Dorfkerns                                                                | natürlich |
| Anhöhe (Rodelberg) im Volkspark Mariendorf (⊙)                                 | 059,7    | Tempelhof-Schöneberg       | Tempelhof                               | Mariendorf                                                                            | künstlich, 1927–1929 als Müllberg angelegt, nach 1950 um etwa 10 m durch Trümmerschutt erhöht.                                                                                           |
| Falkenberg (Buntzelberg) (⊙)                                                   | 059,6    | Treptow-Köpenick           | Bohnsdorf                               | etwa einen Kilometer nordöstlich des Dorfkerns                                        | natürlich, teilweise abgetragen |
| Fliegeberg (⊙)                                                                 | 059,4    | Steglitz-Zehlendorf        | Lichterfelde                            | Lichterfelde Süd, Schütte-Lanz- /Scheelestraße                                        | künstlich, von Otto Lilienthal für Flugversuche angelegt |
| Grenzberge (⊙)                                                                 | 059      | Treptow-Köpenick           | Rahnsdorf                               | Erknersche Heide                                                                      | |
| Rollberg (⊙)                                                                   | 058,8    | Pankow                     | Rosenthal                               | In Nordend westlich der Blankenfelder Straße                                          | natürlich |
| Schonungsberg (⊙)                                                              | 058,5    | Treptow-Köpenick           | Rahnsdorf                               |                                                                                       | |
| Dählingsberg (⊙)                                                               | 056,6    | Pankow                     | Buch                                    |                                                                                       | natürlich |
| Mörderberg (Marderberg) (⊙)                                                    | 056,6    | Pankow                     | Stadtrandsiedlung Malchow               | zwischen Blankenburg und Malchow                                                      | natürlich |
| Rauhe Berge (⊙)                                                                | 056,3    | Steglitz-Zehlendorf        | Steglitz                                | südlich von Bergstraße und Insulaner                                                  | natürlich, teilweise abgetragen |
| Anhöhe (Rodelberg) im Volkspark Schönholzer Heide (⊙)                          | 054      | Pankow                     | Niederschönhausen                       | südwestlich des Abzweigs der Kuckhoff- von der Friesenstraße                          | künstlich (1927 aus beim Bau der U-Bahn gewonnenen Material angelegt) |
| Trümmerberg (Rodelberg) im Fritz-Schloß-Park (⊙)                               | 053,1    | Mitte                      | Moabit                                  |                                                                                       | künstlich, Trümmerberg |
| Windmühlenberg (⊙)                                                             | 052,9    | Spandau                    | Gatow                                   | zwischen der Havel und Gatow                                                          | natürlich |
| Leutnantsberg im Volkspark Rehberge (⊙)                                        | 052,3    | Mitte                      | Wedding                                 | hinter dem Freiluftkino Rehberge                                                      | künstlich |
| Südplateau im Fritz-Schloß-Park (⊙)                                            | 049,6    | Mitte                      | Moabit                                  | südöstlich im Fritz-Schloß-Park                                                       | |